# كأس الاتحاد 1992
كأس الاتحاد 1992  هو الموسم 30 من كأس فيد. أقيم خلال الفترة 13 يوليو 1992 وحتى 19 يوليو 1992، وفاز فيه منتخب ألمانيا لكأس فيد.